# Engels (Industriellenfamilie)

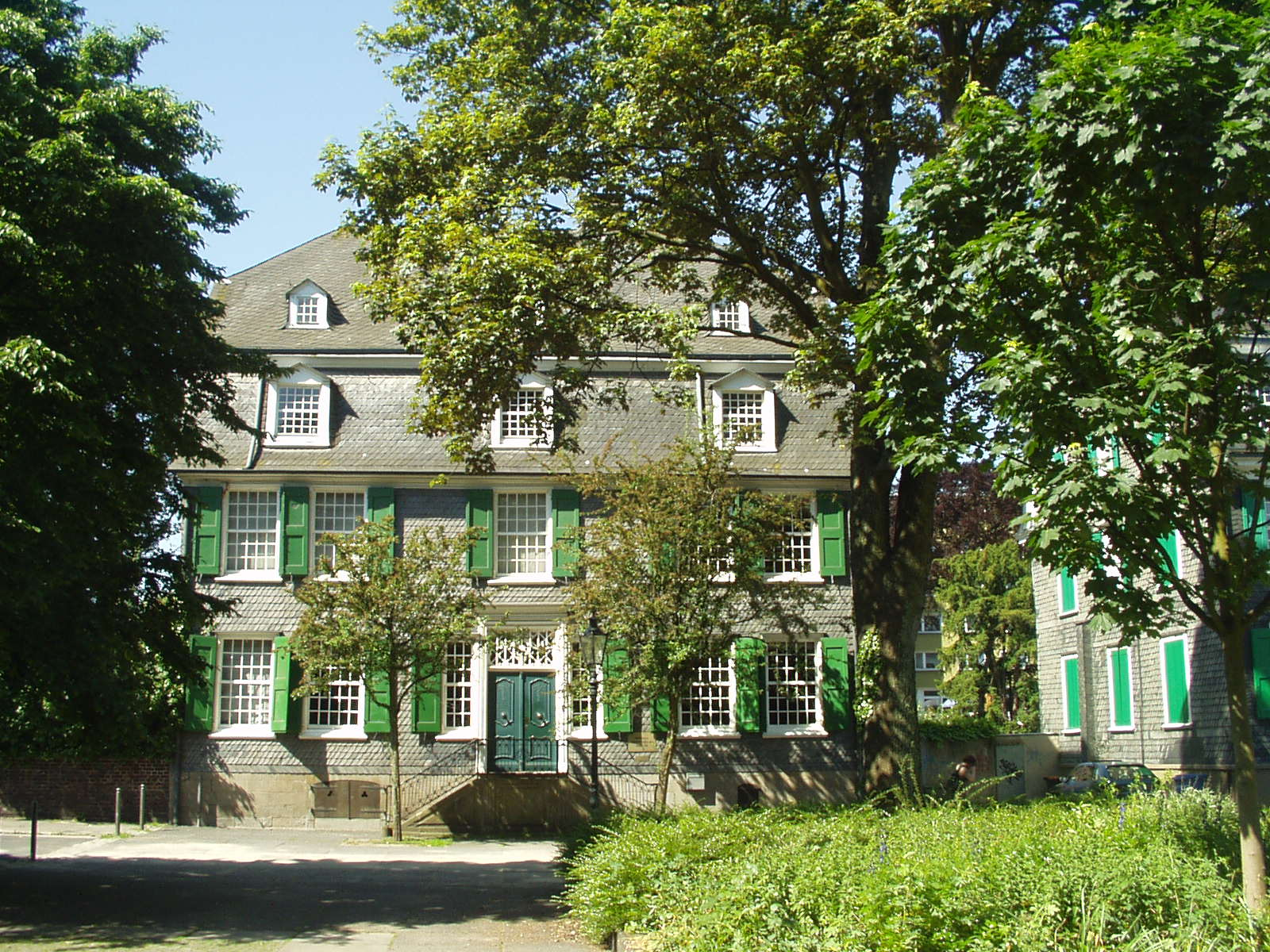
Engels-Haus in Wuppertal-Barmen

Engels ist der Name einer deutschen Familiendynastie von Industriellen des 18., 19. und 20. Jahrhunderts, die besonders nach der Gründung der Baumwollspinnerei Ermen & Engels im Jahre 1837 als eine der einflussreichsten und wohlhabendsten Industriellenfamilien im Gebiet des heutigen Bundeslandes Nordrhein-Westfalen galt.

## Familiengeschichte
Die Familie Engels ist eine alte rheinische evangelische Bürgerfamilie, deren erfolgreichsten Zweige sich in Barmen, heute zu Wuppertal, Mönchengladbach, Wickrath und in Düsseldorf ansiedelten. Der berühmteste Angehörige dieser Familie war der Philosoph, Journalist, Fabrikant und Reformator Friedrich Engels, der mit Karl Marx die heute als Marxismus bezeichnete Gesellschafts- und Wirtschaftstheorie entwickelte.
Die Familie hat sich im Laufe der Jahrhunderte durch Heirat mit anderen Industriellenfamilien verschwägert und vernetzt, einige Mitglieder heirateten in den Adel. So heiratete der Fabrikant Hermann Engels (1822–1905) in die Industriellenfamilie Croon aus Mönchengladbach; Cecile Blank-Engels (1855–1928) heiratete den Teppich- und Möbelfabrikanten Carl Vorwerk, den Gründer des Unternehmens Vorwerk; Emil Engels (1828–1884) heiratete in die Familie Bredt und verschwägerte sich daher mit Wilhelm August Bredt und mit der Seidenweberfamilie Von der Leyen; Hedwig Engels, verh. Boelling (1830–1904) war die Verwandte von Friedrich von Eynern; die Schwester Anna Engels (1825–1853) und Elise Engels (1834–1912) heirateten beide den Fabrikanten Adolf von Griesheim; Pauline Elisabeth Engels (1874–1959) heiratete den Rittergutsbesitzer Kurt Baron von Dyhrn aus Schlesien, später Dresden; Paula Engels (1837–1919) heiratete den Freiherrn Albert von Oppenheim, Mitinhaber des Bankhauses Sal. Oppenheim.
Die Nachfahren der Familie Engels sind unter anderen auch Jörg, Erich und Jens Mittelsten Scheid.

Friedrich Engels, Senior

## Die wichtigsten Familienmitglieder
- Johann Caspar Engels (1715–1787), beschäftigte Kanten-, Langetten- und Spitzenwirker dezentral in Heimarbeit
- Johann Caspar Engels (1753–1821), Manufakturbesitzer und Großhändler
- August Engels (1797–1874), Fabrikant, Politiker und Mitglied des Preußischen Herrenhauses, Sohn des Vorigen
- Friedrich Engels (1796–1860), Gründer des Familienunternehmens Ermen & Engels, zusammen mit dem in Manchester ansässigen Fabrikanten Peter Albertus Ermen[1], Bruder des Vorigen
- Friedrich Engels (1820–1895), Philosoph, Gesellschaftstheoretiker, Historiker, Journalist und kommunistischer Revolutionär, Sohn des Vorigen